# شکست‌ناپذیر ۲: آخرین پایمرد
شکست ناپذیر ۲: آخرین پایمرد (به انگلیسی: Undisputed II: Last Man Standing) یک فیلم ویدئویی آمریکایی در سبک فیلم رزمی به کارگردانی آیزاک فلورنتین که در سال ۲۰۰۶ میلادی منتشر شد.

## داستان
قهرمان سابق بوکس جهان جرج (با بازی مایکل جای وایت) برای انجام کاری به روسیه سفر میکند اما حوادثی برای وی رخ می دهد که او را به یکی از زندان های روسیه می‌برد و او برای آزادی خودش مجبور به مبارزه در رینگ می‌شود ...

## بازیگران
- مایکل جای وایت در نقش جرج چمبرز
- اسکات ادکینز در نقش یوری بویکا

## دنباله
- شکست‌ناپذیر ۳: رستگاری
- بویکا: بلامنازع